# Pithali
Pithali ou Mənda (também conhecido como Milli Bhaat e Milani) é um prato tradicional salgado originário do distrito de Jamalpur, na divisão de Mymensingh, em Bangladesh.